# هنري سيلانبا
هنري سيلانبا (بالفنلندية: Henri Sillanpää) هو لاعب كرة قدم فنلندي، ولد في 4 يونيو 1979 في تورنيو في فنلندا. شارك مع منتخب فنلندا تحت 17 سنة لكرة القدم ومنتخب فنلندا تحت 21 سنة لكرة القدم ومنتخب فنلندا لكرة القدم. أما مع النوادي، فقد لعب مع ترومسو إيدريتسلاغ وغايس غوتنبرغ ونادي فآسا.

## وصلات خارجية
- هنري سيلانبا على موقع الاتحاد الدولي (مؤرشف)  (الإنجليزية)
- هنري سيلانبا على موقع قاعدة بيانات كرة القدم.إي يو (الإنجليزية)
- هنري سيلانبا على موقع ناشيونال فوتبول تيمز (الإنجليزية)
- هنري سيلانبا على موقع عالم كرة القدم.نت (الإنجليزية)